# Przester (singel)
Przester – utwór duetu PG$, Young Leosi i bambi, który został wydany, wraz z minialbumem „PG$”, 7 marca 2024.
Nagranie otrzymało w Polsce certyfikat trzykrotnie platynowej płyty. Utwór został odsłuchany ponad 53 milionów razy w serwisie Spotify (2025).

## Nagrywanie
Utwór został wyprodukowany przez francisa. Za mix/mastering utworu odpowiada Enzu. Za realizację utworu odpowiada francis. Tekst do utworu został napisany przez Young Leosię, bambi.

## Twórcy
Opracowane na podstawie Genius oraz Spotify.
- Young Leosia – wokal, tekst
- bambi – wokal, tekst
- francis – produkcja, kompozycja, realizacja
- Enzu – miks, mastering

## Certyfikaty i sprzedaż
| Państwo       | Certyfikat         | Sprzedaż | Data przyznania  |
| ------------- | ------------------ | -------- | ---------------- |
| Polska (ZPAV) | 3× platynowa płyta | 150 000+ | 24 grudnia 2024  |
| Polska (ZPAV) | 2× platynowa płyta | 100 000+ | 28 sierpnia 2024 |

## Notowania
Najwyższa pozycja na listach tygodniowych
- OLiS[7]: 5